# Benz 60 PS Targa-Florio-Rennwagen
Der Benz 60 PS Targa-Florio-Rennwagen, teilweise auch Benz 38/60 PS, war ein Rennwagen, der vom deutschen Automobilhersteller Benz & Cie. im Jahr 1907 eingesetzt wurde.

## Vorgeschichte
In den ersten Jahren des 20. Jahrhunderts errang die Daimler-Motoren-Gesellschaft (DMG) mit ihren Mercedes-Rennwagen zahlreiche motorsportliche Erfolge. Benz & Cie. versuchte mit dem ab 1904 für das Unternehmen tätigen tätigen Konstrukteurstrio Fritz Erle, Louis de Groulart und Hans Nibel, den Anschluss an die Konkurrenz aus Untertürkheim herzustellen. In den Jahren 1904 und 1905 gab es von Benz & Cie. kein werksseitiges Engagement im Motorsport. 1906 entwickelte man mit dem Benz 60 PS einen neuen Hochleistungsrennwagen, der mit seiner Auslegung und den technische Spezifikationen darauf ausgelegt war, ein ernstzunehmender Konkurrent der Mercedes-Wagen zu sein.
Der Wagen wird teilweise als auch Benz 38/60 PS bezeichnet. Die erste Zahl benennt hierbei die sogenannten Steuer-PS, die die Höhe der ab 1906 erhobenen Kraftfahrzeugsteuer im Deutschen Reich bestimmten und ab 1909 bei Serienfahrzeugen zum verpflichtenden Teil der Typenbezeichnung wurden, und die zweite Zahl die tatsächliche Leistung in PS.

## Beschreibung
Der Benz 60 PS Targa-Florio-Rennwagen verfügte über einen Vierzylindermotor mit gut 8,9 Litern Hubraum, der leicht langhubig ausgelegt war und über eine Spitzenleistung von etwa 44 kW (60 PS) verfügte. Die Kraftübertragung erfolgte über ein Vierganggetriebe per Kettenantrieb zur Hinterachse. 
Für das Kaiserpreis-Rennen 1907, bei dem das technische Reglement, die sogenannte Kaiserpreisformel, ein Mindestgewicht von 1175 kg sowie einen maximalen Hubraum von 8 Litern vorschrieb, wurden die Wagen mit anderen Motoren ausgerüstet. Erle setzte zwei unterschiedliche Aggregate ein, einen Kurzhuber mit 145 mm Bohrung und 120 mm Hub sowie einen längerhubigen Motor mit 130 mm Bohrung und 140 mm Hub.
Der Wagen verfügte vorn und hinten über eine Starrachse mit halbelliptischen Federn. Die Vorderachse war ungebremst, an den Hinterrädern kam eine Trommelbremse zum Einsatz.

## Renneinsätze
Der erste Einsatz des Wagens erfolgte im April 1907 bei der Targa Florio auf Sizilien, die wie bei ihrer ersten Auflage im Vorjahr auf dem etwa 148 km langen Grande circuito delle Madonie über eine Distanz von 3 Runden ausgetragen wurde. Das Rennen zählte damals zu den anspruchsvollsten und wohl prestigeträchtigsten Prüfungen des Motorsports. Das Team der Benz & Cie. umfasste neben dem erfahrenen Fritz Erle, Paul Spamann und Herzog Clemens von Bojano. Erle erreichte als bester der drei nach 9 Stunden, 11 Minuten und 15 Sekunden als 15. mit knapp 44 Minuten Rückstand auf den Sieger Felice Nazzaro (Fiat) das Ziel. Spamann kam mit gut viereinhalb Minuten Rückstand auf ihn als 17. ein und Bojano wurde mit etwas mehr als 9 Stunden und 53 Minuten Fahrzeit 24. Die geschlossene Teamleistung wurde vom Veranstalter mit dem Mannschaftspreis in der Wertung „Gleichmäßigkeit“ belohnt.
Nach der Targa Florio wurden die 60 PS Rennwagen, mit anderen Motoren ausgerüstet, beim Kaiserpreis-Rennen 1907 im Juni des Jahres eingesetzt. Fahrer hier waren neben Spamann und Bojano der erfahrene Franzose Victor Hémery. Lediglich Hémery erreichte den Endlauf, der über vier Runden auf der etwa 117 km langen Strecke im Taunus stattfand und schied dort mit einem Problem an der Kraftstoffleitung in der zweiten Runde aus. Danach erzielte der Benz 60 PS Rennwagen im Jahr 1907 noch einige Rennerfolge.

## Technische Daten
| Kenngrößen              | Daten                                      |
| Motor                   | Motor                                      |
| ----------------------- | ------------------------------------------ |
| Anordnung im Fahrzeug   | vorn, längs; stehend                       |
| Bauart                  | Vierzylinder-Viertakt-Reihenmotor          |
| Hubraum                 | 8920 cm³                                   |
| Bohrung × Hub           | 140 × 145 mm                               |
| Leistung                | 60 PS                                      |
| Ventilsteuerung         | 1 Nockenwelle                              |
| Anzahl der Ventile      | je ein Ein- und Auslassventil pro Zylinder |
| Gemischbildung          | ein Vergaser                               |
| Kühlung                 | Wasserumlaufkühlung über Förderpumpe       |
| Kurbelwelle             | dreifach gelagert                          |
| Motoranlasser           | Andrehkurbel                               |
| Kraftübertragung        |                                            |
| Getriebe, Bauart, Gänge | 4-Gang-Getriebe                            |
| Radantrieb, Bauart      | Hinterradantrieb, Kette                    |